# قوسارچای
قوسارچای (به ترکی آذربایجانی: Qusarçay) یک منطقه مسکونی در جمهوری آذربایجان است که در شهرستان قوسار واقع شده است. قوسارچای ۴۷۷۶ نفر جمعیت دارد.